# David Boyle
Pour les articles homonymes, voir Boyle.
David Boyle, né le 31 mai 1833 à Édimbourg en Écosse et mort le 13 décembre 1915 à Fairlie, est un administrateur colonial et homme d'État britannique, gouverneur de la Nouvelle-Zélande du 6 juin 1892 au 8 février 1897.